# Pauloff Harbor
Pauloff Harbor est une localité d'Alaska aux États-Unis dans le Borough des Aléoutiennes orientales actuellement inhabitée de façon permanente.
Elle est située sur la côte nord de l'île Sanak, au sud-est de False Pass. Son accès ne peut se faire que par bateau ou hydravion à partir de False Pass ou de King Cove. Les quelques habitations qui s'y trouvent appartiennent à des habitants de Sand Point.
Elle jouit d'un climat maritime. Les températures vont de 24 °C en été à −13 °C en hiver.

## Démographie
| 1930 | 1940 | 1950 | 1960 | 1970 | 1980 |
| ---- | ---- | ---- | ---- | ---- | ---- |
| 52   | 61   | 68   | 77   | 39   | 0    |